# Oligographa
Oligographa é um gênero de mariposa pertencente à família Bombycidae.